# Giselle Itié
Giselle Itié est une actrice brésilienne née le 3 octobre 1982 à Mexico (Mexique).

## Biographie
Née au Mexique d'un père mexicain et d'une mère brésilienne, Giselle emménage au Brésil à la suite du séisme survenu à Mexico en 1985.

### Carrière
Elle commence sa carrière d'actrice en 2001 dans des telenovelas comme Esperança, où elle obtient des distinctions dans la catégorie de la meilleure révélation féminine, mais obtient le rôle principal de Bela, a Feia (en) en 2009, basée sur une série colombienne, Yo soy Betty, la fea et qui sera adaptée en Allemagne (Le Destin de Lisa) et aux États-Unis (Ugly Betty).
En 2010, elle fait partie de la distribution du film Expendables : Unité spéciale, de Sylvester Stallone, dans lequel elle incarne Sandra.

## Filmographie
- 2004 : A Babá, de ? : Dos Anjos
- 2007 : O Mistério da Estrada de Sintra, de Jorge Paixão da Costa : Carmen
- 2008 : Mais Uma História no Rio, de ? : Michele Ferraz
- 2009 : Flordelis - Basta uma Palavra para Mudar, de Marco Antonio Ferraz et Anderson Corrêa : Cláudia
- 2010 : Inversão, d'Edu Felistoque : Mila
- 2010 : Expendables : Unité spéciale (The Expendables), de Sylvester Stallone : Sandra Garza
- 2012 : Sur la route (On the Road), de Walter Salles : Tonia
- 2012 : Caleuche: El llamado del mar, de Jorge Olguín : Isabel Millalobos
- 2014 : Syndrome de Roberto Bomtempo : Sarah
- 2016 : Os Dez Mandamentos: O Filme, d'Alexandre Avancini : Zípora